# Jan Palfijn
Jan Palfijn (født 28. november 1650 i Kortryk, død 21. april 1730 i Gent) var en belgisk kirurg. 
Palfijn studerede først anatomi i sin fødeby, men måtte forlade den, da han blev grebet i et forsøg på at stjæle lig til dissektion. Han tog til Gent, senere til Paris, men nedsatte sig endelig 1695 i førstnævnte by, hvor han 1698 blev befordret til barberkirurgmester. Efter et studieophold hos Boerhaave i Leyden, i London og Paris blev han 1708 professor i kirurgi og anatomi i Gent. Palfijn var den første, der fremlagde en fødselstang for offentligheden, og af mange anses han som dens opfinder. Hans fortræffelige kirurgiske anatomi, der udkom 1710, skulle udgives på fransk, i hvilken anledning han indfandt sig i Paris 1723 og forelagde der sit instrument for Akademiet. Palfijn har dog ikke skænket sin tang eller dens anvendelse nogen nærmere omtale i sine skrifter, men den forfærdigedes i flere eksemplarer, og et kom Lorenz Heister i hænde, og han beskrev den og afbildede den (1724). Den kaldtes Tire-tête eller Mains de Palfyn. Palfijn har skrevet en mængde afhandlinger. Hans hovedværk er Anatomie du corps humain, avec des remarques utiles aux chirurgiens dans la pratique des operations (1726).